# 圣阿尼昂 (塔恩省)
圣阿尼昂（法語：Saint-Agnan，法語發音：[sɛ̃.t‿aɲɑ̃]）是法国奧克西塔尼大區塔恩省的一个市镇，属于卡斯特尔区。

## 地理
圣阿尼昂（43°41'46"N, 1°44'4"E）面积6.88 平方千米，位于法国奧克西塔尼大區塔恩省，该省份为法国南部内陆省份，北起顺时针与阿韦龙省、埃罗省、奥德省、上加龙省和塔恩-加龙省接壤。
与圣阿尼昂接壤的市镇（或旧市镇、城区）包括：加里格、拉沃尔。

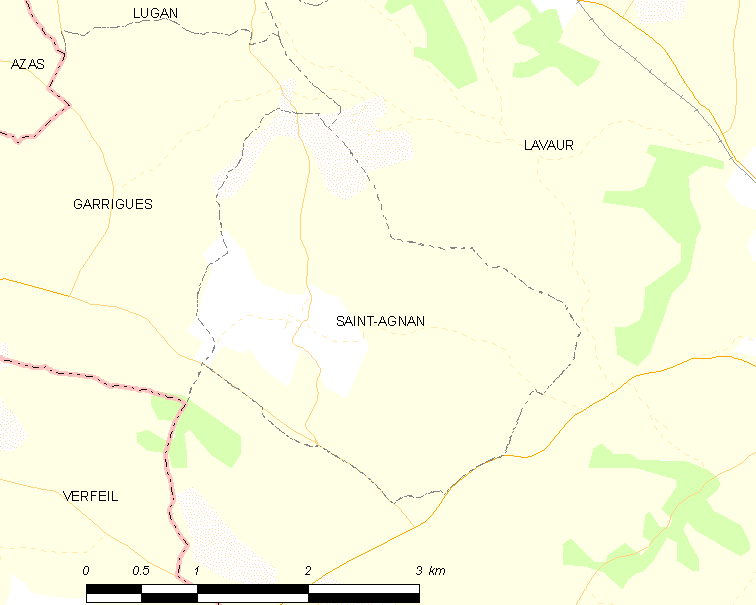
的OSM定位图

圣阿尼昂的时区为UTC+01:00、UTC+02:00（夏令时）。

## 行政
圣阿尼昂的邮政编码为81500，INSEE市镇编码为81236。

## 政治
圣阿尼昂所属的省级选区为塔恩之门县。

## 人口

1962-2008年间人口变化图示

圣阿尼昂于2022年1月1日时的人口数量为295人。